# Hypothyris
Hypothyris är ett släkte av fjärilar. Hypothyris ingår i familjen praktfjärilar.

## Bildgalleri

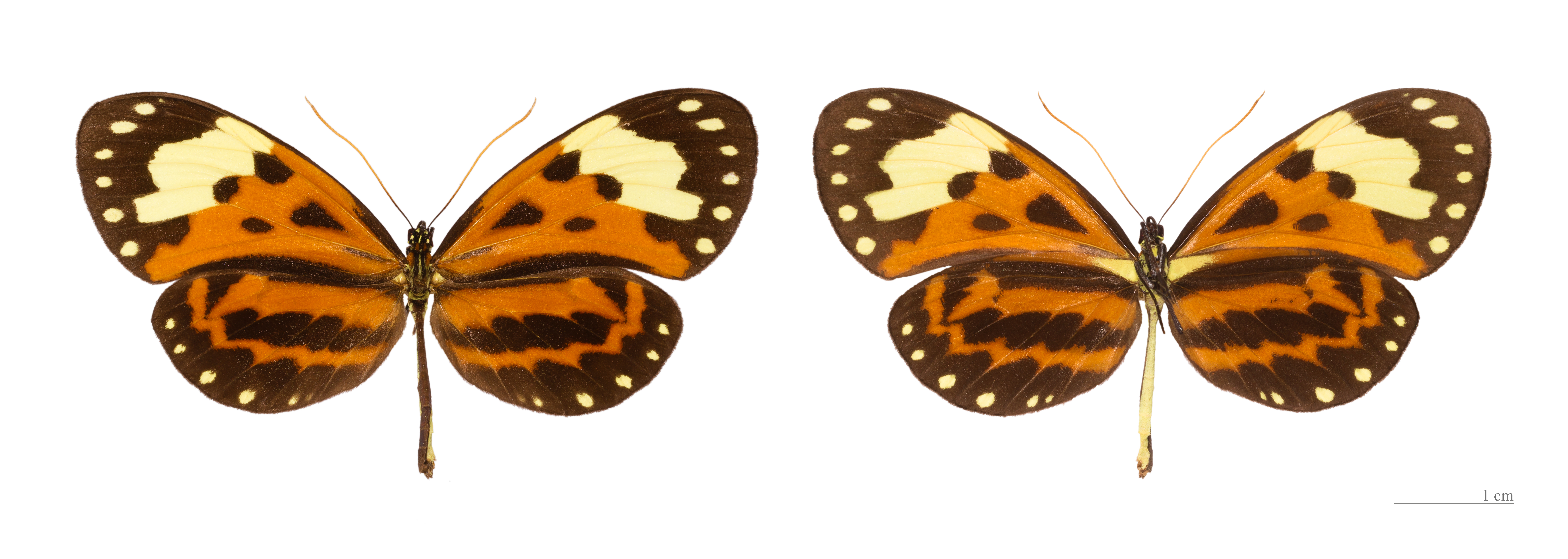

## Dottertaxa tillHypothyris, i alfabetisk ordning[1]
- Hypothyris acreana
- Hypothyris aemilia
- Hypothyris aetha
- Hypothyris amabilis
- Hypothyris amapaensis
- Hypothyris amica
- Hypothyris anastasia
- Hypothyris anastasina
- Hypothyris angelina
- Hypothyris antonia
- Hypothyris antonina
- Hypothyris anyta
- Hypothyris apollonis
- Hypothyris arpi
- Hypothyris aureata
- Hypothyris baana
- Hypothyris barii
- Hypothyris bendis
- Hypothyris bernadaria
- Hypothyris bicolor
- Hypothyris bicolora
- Hypothyris bifasciata
- Hypothyris boliviensis
- Hypothyris caldasensis
- Hypothyris callanga
- Hypothyris callispila
- Hypothyris calva
- Hypothyris caquetacola
- Hypothyris castanea
- Hypothyris catilla
- Hypothyris chapadensis
- Hypothyris clara
- Hypothyris cleis
- Hypothyris clenchi
- Hypothyris colophonia
- Hypothyris colosseros
- Hypothyris completa
- Hypothyris completomaculata
- Hypothyris connexa
- Hypothyris cornelie
- Hypothyris daeta
- Hypothyris daetina
- Hypothyris daphnis
- Hypothyris daphnoides
- Hypothyris deëmae
- Hypothyris dionaea
- Hypothyris diphes
- Hypothyris euclea
- Hypothyris evanescens
- Hypothyris fenestrella
- Hypothyris fimbria
- Hypothyris flavigera
- Hypothyris fluonia
- Hypothyris forbesi
- Hypothyris fraterna
- Hypothyris fugitiva
- Hypothyris fulminans
- Hypothyris fulvifascia
- Hypothyris glabra
- Hypothyris granadensis
- Hypothyris hemimelas
- Hypothyris herbita
- Hypothyris honesta
- Hypothyris hygiana
- Hypothyris iberina
- Hypothyris ignorata
- Hypothyris inana
- Hypothyris inca
- Hypothyris intermedia
- Hypothyris interrupta
- Hypothyris klotsi
- Hypothyris kremkyi
- Hypothyris laphria
- Hypothyris latefasciata
- Hypothyris latipennis
- Hypothyris lema
- Hypothyris leprieurii
- Hypothyris leucania
- Hypothyris limosa
- Hypothyris limpida
- Hypothyris luxuriosa
- Hypothyris lycaste
- Hypothyris maculata
- Hypothyris madeira
- Hypothyris maenas
- Hypothyris mamercus
- Hypothyris manaos
- Hypothyris mansuetus
- Hypothyris marginepura
- Hypothyris mayi
- Hypothyris medea
- Hypothyris megalopolis
- Hypothyris melphis
- Hypothyris menans
- Hypothyris mergelena
- Hypothyris meternis
- Hypothyris meteroides
- Hypothyris meterus
- Hypothyris michaelisi
- Hypothyris micheneri
- Hypothyris moebiusi
- Hypothyris mutilla
- Hypothyris mylassa
- Hypothyris mysotis
- Hypothyris napona
- Hypothyris neimyi
- Hypothyris nemea
- Hypothyris neustetteri
- Hypothyris nigroapicalis
- Hypothyris nina
- Hypothyris ninonia
- Hypothyris ninyas
- Hypothyris niphas
- Hypothyris noinonia
- Hypothyris nonia
- Hypothyris occulta
- Hypothyris pachiteae
- Hypothyris pallisteri
- Hypothyris pantherina
- Hypothyris paradoxa
- Hypothyris pardalina
- Hypothyris pellucida
- Hypothyris peruviana
- Hypothyris philetaera
- Hypothyris philidas
- Hypothyris poemne
- Hypothyris polymnides
- Hypothyris porsenna
- Hypothyris putumayoensis
- Hypothyris pyrippe
- Hypothyris rowena
- Hypothyris satterwhitei
- Hypothyris satura
- Hypothyris sellana
- Hypothyris semifulva
- Hypothyris seminigra
- Hypothyris soror
- Hypothyris surinamensis
- Hypothyris tenna
- Hypothyris tessmani
- Hypothyris thea
- Hypothyris tigrina
- Hypothyris uchiza
- Hypothyris unicolora
- Hypothyris vallina
- Hypothyris vallonia
- Hypothyris valora
- Hypothyris vestita
- Hypothyris wickhami
- Hypothyris viola
- Hypothyris violantilla
- Hypothyris virgilini
- Hypothyris vitrea
- Hypothyris yeda
- Hypothyris zephyrus
- Hypothyris zeros